# Formicarius
Formicarius és un gènere d'ocells de la família dels formicàrids (Formicariidae). Agrupa espècies natives de l'Amèrica tropical (Neotròpic), les àrees de distribució de les quals es troben des del sud de Mèxic a través d'Amèrica Central i del Sud fins al sud del Brasil per l'est i fins al sud-est del Perú i nord-oest de Bolívia per l'oest.

## Descripció
Són ocells uniformement foscos, de mida mitjana, mesuren entre 17 i 19 cm de longitud. Principalment terrestres, habiten en boscos humits i montans. Tímids, són molt més sentits que vists. Tendeixen a ser solitaris, deambulant amb les curtes cues negroses alçades, recordant res més que a un petit rascló.

## Taxonomia
El gènere Formicarius va ser introduït pel naturalista holandès Pieter Boddaert l'any 1783 al seu catàleg dels deu volums de làmines pintades a mà que havien estat gravades per François-Nicolas Martinet. Les plaques van ser produïdes per acompanyar l'obra Histoire Naturelle des Oiseaux de Georges-Louis Leclerc. L'espècie tipus va ser designada posteriorment com a remenafulles de capell vermell (Formicarius colma) pel zoòleg anglès George Robert Gray el 1840.
L'espècie Formicarius moniliger fou separada de F. analis seguint Howell & Webb 1995; Krabbe & Schulenberg 2003 i Dickinson & Christidis 2014. El Comitè de Classificació de Nord i Mesoamèrica (N&MACC) va aprovar la separació en la Proposta 2020-B-11.
El nom genèric Formicarius prové del llatí modern significa “relatiu a les formigues”.
El cladograma següent mostra les relacions filogenètiques entre les espècies. Es basa en un gran estudi filogenètic molecular de les suboscines de Michael Harvey et al. que es va publicar el 2020.
|  | Remenafulles de Mèxic (Formicarius moniliger)                                                                                      |
|  | |
|  | \| \| Remenafulles capnegre (Formicarius nigricapillus) \| \| \| \| \| \| Remenafulles gorjanegre (Formicarius analis) \| \| \| \| |
|  | |
|  | Remenafulles capnegre (Formicarius nigricapillus)                                                                                  |
|  | |
|  | Remenafulles gorjanegre (Formicarius analis)                                                                                       |
|  | |

|  | Remenafulles capnegre (Formicarius nigricapillus) |
|  |                                                   |
|  | Remenafulles gorjanegre (Formicarius analis)      |
|  |                                                   |

|  | Remenafulles de Mèxic (Formicarius moniliger)                                                                                      |
|  | |
|  | \| \| Remenafulles capnegre (Formicarius nigricapillus) \| \| \| \| \| \| Remenafulles gorjanegre (Formicarius analis) \| \| \| \| |
|  | |
|  | Remenafulles capnegre (Formicarius nigricapillus)                                                                                  |
|  | |
|  | Remenafulles gorjanegre (Formicarius analis)                                                                                       |
|  | |

|  | Remenafulles capnegre (Formicarius nigricapillus) |
|  |                                                   |
|  | Remenafulles gorjanegre (Formicarius analis)      |
|  |                                                   |

|  | Remenafulles de Mèxic (Formicarius moniliger)                                                                                      |
|  | |
|  | \| \| Remenafulles capnegre (Formicarius nigricapillus) \| \| \| \| \| \| Remenafulles gorjanegre (Formicarius analis) \| \| \| \| |
|  | |
|  | Remenafulles capnegre (Formicarius nigricapillus)                                                                                  |
|  | |
|  | Remenafulles gorjanegre (Formicarius analis)                                                                                       |
|  | |

|  | Remenafulles capnegre (Formicarius nigricapillus) |
|  |                                                   |
|  | Remenafulles gorjanegre (Formicarius analis)      |
|  |                                                   |

|  | Remenafulles de Mèxic (Formicarius moniliger)                                                                                      |
|  | |
|  | \| \| Remenafulles capnegre (Formicarius nigricapillus) \| \| \| \| \| \| Remenafulles gorjanegre (Formicarius analis) \| \| \| \| |
|  | |
|  | Remenafulles capnegre (Formicarius nigricapillus)                                                                                  |
|  | |
|  | Remenafulles gorjanegre (Formicarius analis)                                                                                       |
|  | |

|  | Remenafulles capnegre (Formicarius nigricapillus) |
|  |                                                   |
|  | Remenafulles gorjanegre (Formicarius analis)      |
|  |                                                   |

|  | Remenafulles de Mèxic (Formicarius moniliger)                                                                                      |
|  | |
|  | \| \| Remenafulles capnegre (Formicarius nigricapillus) \| \| \| \| \| \| Remenafulles gorjanegre (Formicarius analis) \| \| \| \| |
|  | |
|  | Remenafulles capnegre (Formicarius nigricapillus)                                                                                  |
|  | |
|  | Remenafulles gorjanegre (Formicarius analis)                                                                                       |
|  | |

|  | Remenafulles capnegre (Formicarius nigricapillus) |
|  |                                                   |
|  | Remenafulles gorjanegre (Formicarius analis)      |
|  |                                                   |

|  | Remenafulles de Mèxic (Formicarius moniliger)                                                                                      |
|  | |
|  | \| \| Remenafulles capnegre (Formicarius nigricapillus) \| \| \| \| \| \| Remenafulles gorjanegre (Formicarius analis) \| \| \| \| |
|  | |
|  | Remenafulles capnegre (Formicarius nigricapillus)                                                                                  |
|  | |
|  | Remenafulles gorjanegre (Formicarius analis)                                                                                       |
|  | |

|  | Remenafulles capnegre (Formicarius nigricapillus) |
|  |                                                   |
|  | Remenafulles gorjanegre (Formicarius analis)      |
|  |                                                   |

|  | Remenafulles de Mèxic (Formicarius moniliger)                                                                                      |
|  | |
|  | \| \| Remenafulles capnegre (Formicarius nigricapillus) \| \| \| \| \| \| Remenafulles gorjanegre (Formicarius analis) \| \| \| \| |
|  | |
|  | Remenafulles capnegre (Formicarius nigricapillus)                                                                                  |
|  | |
|  | Remenafulles gorjanegre (Formicarius analis)                                                                                       |
|  | |

|  | Remenafulles capnegre (Formicarius nigricapillus) |
|  |                                                   |
|  | Remenafulles gorjanegre (Formicarius analis)      |
|  |                                                   |

|  | Remenafulles de Mèxic (Formicarius moniliger)                                                                                      |
|  | |
|  | \| \| Remenafulles capnegre (Formicarius nigricapillus) \| \| \| \| \| \| Remenafulles gorjanegre (Formicarius analis) \| \| \| \| |
|  | |
|  | Remenafulles capnegre (Formicarius nigricapillus)                                                                                  |
|  | |
|  | Remenafulles gorjanegre (Formicarius analis)                                                                                       |
|  | |

|  | Remenafulles capnegre (Formicarius nigricapillus) |
|  |                                                   |
|  | Remenafulles gorjanegre (Formicarius analis)      |
|  |                                                   |

Segons la Classificació del Congrés Ornitològic Internacional (versió 14.2, 2024) aquest gènere està format per 6 espècies:
- Formicarius colma - remenafulles de capell vermell.
- Formicarius analis - remenafulles gorjanegre.
- Formicarius moniliger - remenafulles de Mèxic.
- Formicarius rufifrons - remenafulles frontvermell.
- Formicarius nigricapillus - remenafulles capnegre.
- Formicarius rufipectus - remenafulles pit-roig.